# Gustavo Vargas
Gustavo Vargas (* 24. Januar 1955 in La Piedad, Michoacán) ist ein mexikanischer Fußballtrainer und ehemaliger -spieler auf der Position des Verteidigers.

## Leben

### Spieler
Vargas spielte erstmals im Alter von 23 Jahren in der mexikanischen Primera División, als er zwischen 1978 und 1983 beim Club Universidad Nacional unter Vertrag stand, mit dem er 1981 die mexikanische Fußballmeisterschaft und die Copa Interamericana gewann. 1983 wechselte er zum Stadtrivalen Cruz Azul und später stand er noch beim damals ebenfalls in der Hauptstadt ansässigen Club Atlante unter Vertrag, bevor er seine aktive Laufbahn in der Saison 1988/89 bei den Tigres de la UANL ausklingen ließ.

### Trainer
In den 1990er Jahren betreute Vargas als Cheftrainer den CD Irapuato und war bei dem im Februar 1999 in China ausgetragenen Carlsberg-Pokal als Interimstrainer der mexikanischen Nationalmannschaft in den Spielen gegen Hongkong (0:0) und Ägypten (3:0) im Einsatz. 
In der Apertura 2002 trainierte Vargas die Mannschaft des Puebla FC während der ersten acht Spieltage und wurde mit der Bilanz von nur einem Sieg, drei Remis und vier Niederlagen entlassen. 
Seither war Vargas bei diversen Vereinen als Assistenztrainer im Einsatz und im Mai 2012 heuerte er als Assistent von José Luis Trejo beim San Luis FC an.

## Erfolge
- Mexikanischer Meister: 1980/81
- Copa Interamericana: 1981